# Armentières-sur-Avre
Armentières-sur-Avre è un comune francese di 182 abitanti situato nel dipartimento dell'Eure nella regione della Normandia.
Nel territorio del comune scorre l'Avre, affluente della Eure.

## Società

### Evoluzione demografica
Abitanti censiti